# Mon vrai nom est Élisabeth
Mon vrai nom est Élisabeth est un récit autobiographique d'Adèle Yon, paru aux Éditions du sous-sol le 6 février 2025. L'écrivaine enquête sur la vie de son arrière-grand-mère diagnostiquée schizophrène et à qui l'entourage familial et médical a fait subir des électrochocs, une cure de Sakel, une lobotomie et un internement sans consentement à l'hôpital psychiatrique de Fleury-les-Aubrais pendant dix-sept ans,. Outre un travail de recherche doctorale, il s'agit d'une quête personnelle qui amène l'auteure à la conclusion : « J'hérite de la colère de mon arrière-grand-mère, pas de sa folie ».

## L' auteure
Adèle Yon est née en 1994 à Paris. Son père est exportateur de films indépendants ; sa mère, passée par les cabinets ministériels sous Jospin, se lance par la suite dans la restauration dans la Sarthe. Sa fille y officie parfois comme cheffe cuisinière,,.
Elle fait ses études au lycée Louis-le-Grand où elle obtient un baccalauréat littéraire mention très bien puis au lycée Henri-IV avant d'intégrer l'ENS en 2014. Elle est titulaire d'un master de philosophie contemporaine à l’EHESS et d'un master en études cinématographiques à l’université Sorbonne-Nouvelle.
En septembre 2019, elle obtient un contrat doctoral.
Son ouvrage est tiré de sa thèse de doctorat « "Mon vrai nom est Élisabeth" : enquête sur le double fantôme » en recherche-création à l'université PSL, réalisée sous la direction d'Antoine de Baecque et d'Antonio Somaini et soutenue le 17 décembre 2024.

## Résumé
Voici le résumé qui accompagne la thèse :

« Mon vrai nom est Élisabeth. Enquête sur le double féminin fantôme, est une tentative de prendre à la racine le désir de savoir de la chercheuse en sciences humaines. Où et comment naît une question de recherche ? Parties de l’examen du motif cinématographique du « double féminin fantôme » hérité de Jane Eyre et de Rebecca, mes quatre années de recherche se sont déployées autour d’une enquête sur mon arrière-grand-mère Betsy. Déclarée schizophrène, elle a été lobotomisée en 1950 puis internée pendant dix-sept ans à l’hôpital psychiatrique de Fleury-les-Aubrais. Dans ma quête pour comprendre ce qu’elle avait vécu et pour déconstruire l’influence qu’elle exerçait sur moi, j’ai retrouvé toutes les caractéristiques du « double féminin fantôme » : l’enquête familiale a été le chemin à emprunter pour décrypter ce motif, ses origines, ses manifestations, ses effets. Parallèlement, le point de vue situé duquel sourd cette enquête m’a invitée à questionner la manière dont nous produisons nos connaissances et à expérimenter d’autres formes de savoir. Que veut dire être remuée par l’archive ? La recherche en sciences humaines peut-elle adopter la forme d'un road-trip ? Ce que la recherche nous fait est-il constitutif de nos résultats de recherche ? Qu’impose la prise en compte de l’individualité de la chercheuse à l’écriture académique ? Les questions soulevées par cette enquête m’ont in fine conduite à explorer les modalités de dialogue existantes entre posture intime et démarche scientifique. Cette recherche adopte la forme d’un raisonnement abductif, partant de l’intuition d’une question de recherche pour se relier au cours du processus à plusieurs familles disciplinaires et méthodologiques. »

— Adèle Yon, Mon vrai nom est Élisabeth : enquête sur le double fantôme

## Structure du roman
En préambule, l'auteure relate le suicide de l'un des fils de son arrière-grand-mère Élisabeth, dite Betsy (1916-1990), :

« Quand tu liras ces mots, j’aurai fini mes jours après avoir basculé dans le vide depuis le balcon de l’appartement que j’ai loué au 7e étage. »

— Adèle Yon, Mon vrai nom est Élisabeth : enquête sur le double fantôme
Débute ensuite l'enquête menée par l'auteure à partir de photos, d'entretiens avec des membres de sa famille et du personnel soignant, de la correspondance entre Betsy et son futur mari André, des articles scientifiques et des archives hospitalières.
La couverture de l'ouvrage est illustrée par un autoportrait de l'artiste géorgienne Elené Shatberashvili.

## Réception critique
Les critiques de la presse sont globalement très positives. Dans le Masque et la Plume, Patricia Martin salue un « livre absolument époustouflant [...] c'est un mélange d'autobiographie, d'enquête, de recherche historique qui mêle les temps, les générations, les points de vue avec une minutie obsédante ». Pour Amaury da Cunha du Monde, le livre « mêle enquête et récit intime pour mettre en pièces le roman familial d’une aïeule folle, longtemps internée, qui la hantait depuis l’enfance ». Pour Frédérique Roussel de Libération, Adèle Yon signe un « livre, habile, bien mené, passionnant, choral, [qui] restera en mémoire ». Amandine Schmitt du Nouvel Obs souligne que l'auteure « expose la violence insidieuse faite aux femmes ».
Dans Le Temps, Salomé Kiner estime que le livre « apporte une pièce fondamentale à l’édifice de réhabilitation de ce qu’on peut qualifier de chasse aux sorcières du XXe siècle ». Pour Christian Desmeules du Devoir, l'auteure soulève « plusieurs questions troublantes qui en disent long sur le contrôle patriarcal, social et médical auquel ont longtemps été soumises les femmes — et qui, à plusieurs égards, subsiste aujourd’hui encore ». Dans L'Orient-le Jour, Georgia Makhlouf souligne que « l’écriture est parfois clinique, par moments aussi rigoureuse qu’un procès-verbal, souvent d’une grande beauté dans ses passages plus intimes ».
Le premier roman d'Adèle Yon est multi-récompensé, notamment par le prix France Télévisions dans la catégorie Essai, le grand prix des lectrices de Elle dans la catégorie Non-Fiction, le prix Régine-Deforges doté de 500 euros et décerné lors du Festival du livre de Montmorillon, et le tout premier prix littéraire du Nouvel Obs doté de 20 000 euros pour accompagner l’autrice dans l’écriture de son second ouvrage,. L'ouvrage a également reçu le prix littéraire du Barreau de Marseille doté de 5 000 euros et décerné lors du festival Oh les beaux jours !.
Publié lors de la rentrée littéraire d'hiver, l'ouvrage a rencontré un succès littéraire inattendu avec plus 85 000 exemplaires vendus en juillet 2025.
Les droits de traduction ont été acquis dans une douzaine de langues, dont l'anglais, l'espagnol, l'italien et le portugais brésilien et une adaptation théâtrale est prévue,.